# Alexandru Întorsureanu
Alexandru (Sandu) Întorsureanu (n. 28 martie 1932, comuna Vaideeni, județul Vâlcea – d. 2004) a fost un operator și director de imagine de film, profesor și inovator al tehnicilor de filmare. Împreună cu Gheorghe Fischer a inventat procedeul Graphys Color. A semnat imaginea pentru filme de referință ale cinematografiei românești precum Canarul și viscolul (1970), Felix și Otilia (1972), Operațiunea Monstrul (1976), Marele singuratic (1977), Am fost șaisprezece (1979) și Întoarcerea lui Vodă Lăpușneanu (1980).

## Biografie
S-a născut la 28 martie 1932 în comuna Vaideeni (azi în județul Vâlcea). A absolvit Institutul de Artă Teatrală și Cinematografică „I.L. Caragiale” din București în 1955, colaborând ca student la realizarea filmelor studențești Necazurile unui om de treabă (scurtmetraj regizat de Olguța Zissu) și Cordovanii (cu care și-a susținut și examenul de stat). A învățat meseria de operator cinematograf de la Victor Iliu (care învățase direct de la Serghei Eisenstein) și Ovidiu Gologan, debutând ca operator-șef în filmul Viața nu iartă (1960), regizat de Iulian Mihu și Manole Marcus.
A colaborat la mai multe filme cu operatorul Gheorghe Fischer, cei doi inventând procedeul Graphys Color (folosit pentru prima dată în filmul Felix și Otilia din 1972 ), o metodă de prelucrare a peliculei color cu efecte artistice deosebite, la omologarea invenției aducându-și aportul și tehnicienii Gheorghe Palivăț și Dumitru Morozan.
Încă din primii ani ai activității sale operatoricești, Alexandru Întorsureanu a devenit profesor asociat la catedra Arta operatorului de film și TV din cadrul IATC, predând ani de zile. Din anii '90 ai secolului al XX-lea a predat la Facultatea de Arte a Universității Hyperion. În decursul câtorva decenii de activitate, el a contribuit la formarea a sute de operatori de imagine. A murit în anul 2004.
Criticul de film Călin Căliman, care i-a dedicat un capitol în volumul „Cinci artiști ai imaginii cinematografice” (Ed. Reu Studio, București, 2009), îl considera un „stilist inconfundabil, colorist de o rară delicatețe”, care a lăsat în urmă o operă impresionantă în evoluția filmului românesc.

## Filmografie

### Operator de imagine
- Viața nu iartă (1959) - împreună cu George Cornea și Gheorghe Fischer
- Nu vreau să mă însor (1961) - împreună cu George Cornea
- Poveste sentimentală (1961) - împreună cu Gheorghe Herschdorfer
- A fost prietenul meu (1962)
- Cartierul veseliei (1965)
- Zodia Fecioarei (1967)
- Împușcături pe portativ (1967)
- Neînfricații (serial TV nedifuzat, 1969) - împreună cu Gheorghe Fischer
- Canarul și viscolul (1970)
- Felix și Otilia (1972) - împreună cu Gheorghe Fischer
- Trecătoarele iubiri (1974) - împreună cu Gheorghe Fischer
- Nu filmăm să ne-amuzăm (1975) - împreună cu Gheorghe Fischer
- Alexandra și infernul (1975) - împreună cu Gheorghe Fischer
- Operațiunea Monstrul (1976) - împreună cu Gheorghe Fischer
- Marele singuratic (1977) - împreună cu Gheorghe Fischer
- Întoarcerea lui Vodă Lăpușneanu (1980) - împreună cu Gheorghe Fischer
- Am fost șaisprezece (1980) - împreună cu Gheorghe Fischer
- Liniștea din adîncuri (1982) - împreună cu Gheorghe Fischer
- Ca-n filme (1984)
- Mitică Popescu (1984) - împreună cu Liviu Pojoni
- Figuranții (1987) - împreună cu Sorin Ilieșiu
- Hanul dintre dealuri (1988) - împreună cu Nicu Stan și Mihai Truică
- O vară cu Mara (1989)
- Flăcăul cu o singură bretea (1990)
- Dublu extaz (1998)

## Premii și distincții
Pentru activitatea sa în domeniul cinematografic, operatorul și directorul de imagine Alexandru Întorsureanu a obținut mai multe premii ale Asociației Cineaștilor din România (ACIN):
- Premiul pentru imagine (1972) - pentru filmul Felix și Otilia (împreună cu Gheorghe Fischer)[5]
- Premiul pentru inovație în tehnica cinematografică (1972) - pentru procedeul „Graphys color” (împreună cu Gheorghe Fischer, Gheorghe Palivăț și Dumitru Morozan) [6]
- Premiul pentru întreaga activitate (1991) [7]

În plus, filmul Trecătoarele iubiri a obținut Marele Premiu al Asociației Cineaștilor din România în 1974, iar Întoarcerea lui Vodă Lăpușneanu pe cel din 1980, Alexandru Întorsureanu fiind menționat de juriu printre cei care au contribuit la realizarea lor.

### Decorații
- Ordinul național „Pentru Merit” în grad de Cavaler (1 decembrie 2000) „pentru realizări artistice remarcabile și pentru promovarea culturii, de Ziua Națională a României”[10]